# Amara jacinto
Amara jacinto är en skalbaggsart som beskrevs av Thomas Casey. Amara jacinto ingår i släktet Amara och familjen jordlöpare. Inga underarter finns listade i Catalogue of Life.